# Seira meyerae
Espèce
Synonymes
- Lepidokrugeria meyerae Coates, 1969

Seira meyerae est une espèce de collemboles de la famille des Seiridae.

## Distribution
Cette espèce est endémique d'Afrique du Sud.

## Publication originale
- Coates, 1969 : The Collembola of South Africa 3 : The genus Lepidokrugeria. Journal of the Entomological Society of South Africa, vol. 32, p. 87-89.